# Myobatrachidae
Famille
Synonymes
- Uperoliidae Günther, 1858
- Criniae Cope, 1866
- Rheobatrachidae Heyer & Liem, 1976

Les Myobatrachidae sont une famille d'amphibiens. Elle a été créée par Hermann Schlegel qui a été cité par John Edward Gray en 1850.

## Répartition
Les espèces des treize genres de cette famille se rencontrent en Australie et en Nouvelle-Guinée.

## Liste des genres
Selon Amphibian Species of the World (10 juin 2017) :
- genre Arenophryne Tyler, 1976
- genre Assa Tyler, 1972
- genre Crinia Tschudi, 1838
- genre Geocrinia Blake, 1973
- genre Metacrinia Parker, 1940
- genre Mixophyes Günther, 1864
- genre Myobatrachus Schlegel, 1850
- genre Paracrinia Heyer & Liem, 1976
- genre Pseudophryne Fitzinger, 1843
- genre Rheobatrachus Liem, 1973
- genre Spicospina Roberts, Horwitz, Wardell-Johnson, Maxson & Mahony, 1997
- genre Taudactylus Straughan & Lee, 1966
- genre Uperoleia Gray, 1841

## Publication originale
- Gray, 1850 : Description of a new genus of batrachians from Swan River. By Dr. H. Schlegel, Curator of the Royal Zoological Museum, Leyden. (Extracted from a letter to J. E. Gray, Esq.). Proceedings of the Zoological Society of London, vol. 1850, p. 9-10 (texte intégral).